# St. Marien (Basel)

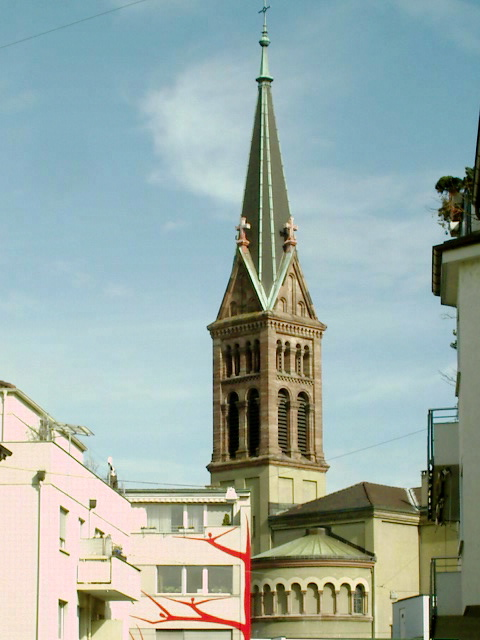
Kirchturm und Chor der Marienkirche vom Byfangweg her gesehen

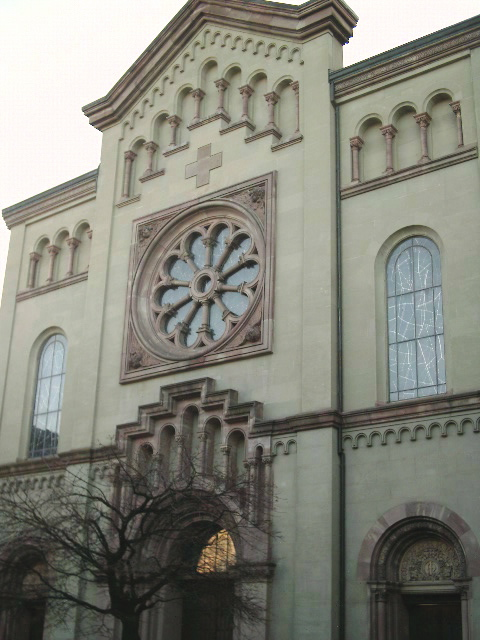
Frontansicht

Die Marienkirche ist eine römisch-katholische Kirche in der Schweizer Stadt Basel. Sie befindet sich im Stadtteil Am Ring und ist der Mutter Jesu geweiht.
Die Kirche wurde mit Bruchsteinmauerwerk das auf einem Betonfundament ruht unter der Bauführung von J. Zehnder zwischen 1884 und 1886 erstellt. Es war für Basel der erste katholische Kirchenbau seit der Reformation.

## Baugeschichte
Die katholische Kirchgemeinde war ab 1798 ursprünglich in der Clarakirche untergebracht, aber trotz einer Erweiterung dieser Kirche konnte sie nicht mehr alle Gläubigen aufnehmen und man suchte daher nach einem Ersatz.
Als Architekt für den Neubau konnte der bekannte Basler Bauingenieur Paul Reber gewonnen werden, ein typischer Vertreter des ausgehenden Historismus, der protestantischer wie katholische Kirchen in jeder beliebigen Stilrichtung zu bauen verstand. Die neuromanische Kirche wurde  als grosse, dreischiffige, flachgedeckte Säulenbasilika mit Querhaus konzipiert, wobei das Querschiff wegen Bauabständen nicht sehr ausgeprägt werden konnte. Die Kirche fasste 1300 Sitzplätze. Im Innern dominieren die vier monolithischen Rundsäulen aus Veroneser Marmor das Bild. Die reiche Ausstattung  war neobyzantinisch ausgelegt. Aus finanziellen Gründen war zunächst der Bau des Turms nur vorgesehen.
1954 erachtete man eine Renovation und Modernisierung der Kirche als unumgänglich. Ausführender Architekt war Fritz Metzger. Das Ergebnis war radikal: ein von jeglichen neobyzantinischen Ausstattungselemente entkleideter Raum, der einschliesslich der Marmorsäulen weiss gestrichen wurde. Zudem wurden die Fenster mit neuen Glasgemälden von Coghuf ausstattete.
Nach einem Brand im Jahr 1983 wurde die Kirche durch H. P. Baur und Fritz Kettner erneut umfassend restauriert. Die Bilder der Kreuzwegstationen aus der ursprünglichen Kirche wurden in einem Keller entdeckt und wieder angebracht.

## Orgel
Bereits 1886 wurde die erste Orgel eingeweiht. Das Instrument wurde von den Gebrüdern Klingler (Rorschach) erbaut und hatte 34 Register. 1932 wurde das Instrument neu erbaut, und auf 39 Register erweitert, 1958 auf 42 Register erweitert. Die heutige Orgel wurde von dem Orgelbauer Hans Füglister (Grimisuat) erbaut und 1989 eingeweiht.
| I Grand Orgue C–g3 |       |
| Bourdon            | 16′   |
| Montre             | 8′    |
| Bourdon            | 8′    |
| Gambe              | 8′    |
| Prestant           | 4′    |
| Flûte              | 4′    |
| Quinte             | 2 ⁄3′ |
| Doublette          | 2′    |
| Fourniture IV      | 1 ⁄3′ |
| Cymbale II         | 2⁄3′  |
| Grand Cornet V     | 8′    |
| Trompette          | 8′    |

| II Positif C–g3 |        |
| Bourdon         | 8′     |
| Gambe           | 8′     |
| Prestant        | 4′     |
| Flûte douce     | 4′     |
| Nazard          | 2 ⁄3′  |
| Doublette       | 2′     |
| Tierce          | 1 3⁄5′ |
| Mixture III-VI  | 1′     |
| Cromorne        | 8′     |
| Tremblant       |        |

| III Récit expressif C–g3 |       |
| Bourdon                  | 16′   |
| Salicional               | 8′    |
| Voix céleste             | 8′    |
| Flûte harm.              | 8′    |
| Bourdon                  | 8′    |
| Flûte octaviante         | 4′    |
| Octavin                  | 2′    |
| Plein-jeu IV             | 2 ⁄3′ |
| Basson                   | 16′   |
| Trompette harm.          | 8′    |
| Hautbois                 | 8′    |
| Tremblant                |       |

| Pédale C–f1   |         |
| Montre        | 16′     |
| Soubasse      | 16′     |
| Quinte        | 10 2⁄3′ |
| Principal     | 8′      |
| Bourdon       | 8′      |
| Octave        | 4′      |
| Fourniture IV | 2 ⁄3′   |
| Bombarde      | 16′     |
| Trompette     | 8′      |
| Clairon       | 4′      |